# II. Sáh Dzsahán mogul sah
II. Sáh Dzsahán mogul sah (شاه جہان ۲), (1696 júniusa – 1719. szeptember 19.), születési neve Rafi al-Daula رفی الدولت mogul uralkodó volt 1719-ben. Öccse rövid életű uralkodása után lépett trónra abban az évben. Padsahnak a Szajjid fivérek kiáltották ki.

## Uralkodása
Farukszijár mogul sah (1685–1719) meggyilkolása a nemesség különböző csoportjai közt forradalmi hullámot indított el a Szajjid fivérek ellen, akik növekvő hatalmára irigykedtek. Sokan, különösen Aurangzeb régi nemesei, zokon vették a vezír pénzgazdálkodási elképzelését (eladni az adóbeszedés jogát), ami az ő szempontjukból puszta kereskedés volt, és veszélyeztette az ősi elképzelést az államvezetésről.
II. Sáh Dzsahán uralkodása idején nem hagyhatta el a Vörös erődöt.
A Szajjid Husszein Ali kán időközben megtámadta Agrát, és leverte a Nekuszijár által vezetett lázadást. Agrát kifosztották és nagy mennyiségű kincset vittek magukkal, ami valaha Mumtáz Mahal (1593 - 1631), Sáh Dzsahán (1628–1658) kedvenc feleségének tulajdona volt. Nekuszijárt elfogták és bebörtönözték.

## Halála
II. Shah Jahan, akárcsak öccse, tuberkulózisban szenvedett. Fizikailag és szellemileg alkalmatlan volt az uralkodói feladatok ellátására.  1719. szeptember 16-án hunyt el 23 évesen. Maradványait testvére és a szúfi szent, Kavadzsa Kutbiddin Bakhtiar Kaki síremléke mellé földelték el, Mehrauliban, Delhiben.

## Magánélete
Rafi us-Sán Bahádur idősebb fia volt és Aurangzeb dédunokája. Felesége Arkvidzsa Begam, akitől két gyermeke született: egy fiú, Amhal-ud-Din Binszejár Mirza és egy lány, Firina.

## Fordítás
Ez a szócikk részben vagy egészben  a   Shah Jahan II című angol Wikipédia-szócikk ezen változatának fordításán alapul.  Az eredeti cikk szerkesztőit annak laptörténete sorolja fel. Ez a jelzés csupán a megfogalmazás eredetét és a szerzői jogokat jelzi, nem szolgál a cikkben szereplő információk forrásmegjelöléseként.
| Előző uralkodó: Rafi al-Daradzsat | Mogul sah 1719 | Következő uralkodó: Mohamed Naszír |